# Ctenium
Ctenium is een geslacht uit de grassenfamilie (Poaceae). De soorten komen voor in tropisch en zuidelijk Afrika, op Madagaskar en in Noord- en Zuid-Amerika.

## Soorten
- Ctenium aromaticum (Walter) Alph.Wood
- Ctenium bahiense Longhi-Wagner
- Ctenium brachystachyum (Nees) Kunth
- Ctenium brevispicatum J.G.Sm.
- Ctenium canescens Benth.
- Ctenium chapadense (Trin.) Döll
- Ctenium cirrhosum (Nees) Kunth
- Ctenium concinnum Nees
- Ctenium concissum Swallen
- Ctenium elegans Kunth
- Ctenium floridanum (Hitchc.) Hitchc.
- Ctenium ledermannii Pilg.
- Ctenium longiglume Kupicha ex Longhi-Wagner & Cope
- Ctenium newtonii Hack.
- Ctenium planifolium (J.Presl) Kunth
- Ctenium plumosum (Hitchc.) Swallen
- Ctenium polystachyum Balansa
- Ctenium sesquiflorum Clayton
- Ctenium villosum Berhaut